# Vriesea exaltata
Vriesea exaltata är en gräsväxtart som beskrevs av Elton Martinez Carvalho Leme. Vriesea exaltata ingår i släktet Vriesea och familjen Bromeliaceae. Inga underarter finns listade i Catalogue of Life.